# SS Laurentic (1908)
O SS Laurentic foi um navio de passageiros britânico operado pela White Star Line. Ele foi convertido em um cruzador mercante armado no início da Primeira Guerra Mundial e afundou depois de atingir duas minas ao norte da Irlanda em 25 de janeiro de 1917, com a perda de 354 vidas. Ele carregava cerca de 43 toneladas de barras de ouro no momento do naufrágio e, a partir de 2017, 20 barras de ouro ainda não foram recuperadas.

## Construção

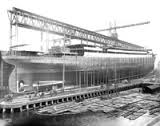
O Alberta em construção

A companhia marítima Dominion Line operou um serviço de passageiros bem-sucedido em sua rota Liverpool - Canadá no final do século XIX e início do século XX. Seus navios eram ultrapassados, de modo que, em 1907, dois novos navios foram encomendados a Harland and Wolff e construídos em seu estaleiro em Belfast. Durante suas construções, eles foram adquiridos pela White Star Line e se tornaram seus primeiros navios no comércio de passageiros do Canadá.
As embarcações foram originalmente nomeadas como SS Alberta e SS Albany, mas após a transferência de propriedade, o Alberta foi renomeado para Laurentic e seu irmão Albany se tornou o Megantic. Na época, os dois eram os maiores navios já construídos para o serviço canadense e foram usados como uma forma de experimento em larga escala para decidir sobre o maquinário dos futuros navios da Classe Olympic. O Megantic foi construído como um navio convencional de duas hélices com motores convencionais de expansão quádrupla, enquanto o Laurentic, com o mesmo casco e potência da caldeira, recebeu uma configuração experimental composta por três hélices: os dois propulsores eram acionados por motores de expansão tripla de 4 cilindros, enquanto a terceira hélice central era acionada por uma turbina a vapor de baixa pressão. Este arranjo foi encontrado para produzir melhorias significativas na eficiência e economia sobre os motores convencionais do Megantic, e foi escolhido para uso nos três navios da Classe Olympic.

## Carreira
O Laurentic foi lançado ao mar em 1908 e partiu em sua viagem inaugural em 29 de abril de 1909, partindo de Liverpool com destino a Cidade de Quebec com 1.057 passageiros a bordo. A embarcação normalmente serviu na rota Liverpool - Canadá, mas também parava em Nova Iorque durante os meses de inverno. Ao atravessar o Atlântico para Nova Iorque em 22 de janeiro de 1910, ele foi pego em uma poderosa tempestade; ondas destruíram as janelas do convés superior e inundaram a ponte de comando e os quartos dos oficias, desabilitando os transmissores do telégrafo de máquinas. O navio sobreviveu e chegou em segurança ao porto. O Laurentic ganhou notoriedade mais tarde, em 1910, durante a captura do assassino Hawley Harvey Crippen, no qual o Inspetor-Chefe Walter Dew, da Polícia Metropolitana, usou a velocidade do Laurentic para chegar ao Canadá antes do suspeito em fuga a bordo do SS Montrose.

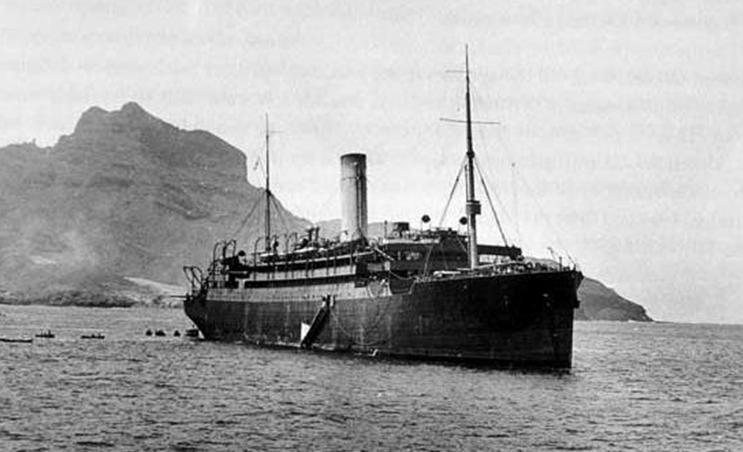
O Laurentic durante seu serviço de guerra

Durante o seu serviço regular de Liverpool, o Laurentic passou perto de onde o Titanic afundara alguns dias antes. Em 21 de abril de 1912, o capitão John Mathias relatou que "ele havia vigiado atentamente enquanto passava pelos Grandes Bancos, mas não encontrou nenhum corpo ou destroços".
No início de agosto de 1914, antes da Grã-Bretanha declarar guerra à Alemanha no que se tornaria a Primeira Guerra Mundial, o Laurentic partiu de Liverpool para o Canadá com suas acomodações cheias de europeus em fuga. Em 13 de setembro, enquanto estava em Montreal, ele foi designado como um transporte de tropas para a Força Expedicionária Canadense, recebendo uma pintura cinza e o prefixo HMS Laurentic. Ainda sob o comando do capitão John Mathias, ele se juntou a um comboio de 32 navios que transportaram 35 000 soldados canadenses para a Europa em outubro de 1914. A embarcação foi então convertida em um cruzador auxiliar e equipada com sete canhões.
Em dezembro de 1914, ele deixou Liverpool com destino a Serra Leoa para ajudar na Campanha de Kamerun. Em agosto de 1915, ele partiu para Singapura e passou os meses seguinte em patrulha em torno de Singapura, Rangum e Hong Kong. Em junho de 1916, ele deixou a Ásia a caminho de Halifax, Nova Escócia, passando pela Cidade do Cabo, e passou os meses seguintes patrulhando perto de Halifax. Sua patrulha acabou indo para o sul, para as Bermudas, retornando diretamente para Halifax em outubro. No final de novembro, ele partiu para Liverpool, levando oficias da 
Marinha Canadense. Durante a viagem, o capitão Mathias foi acidentalmente atingido por uma viga de aço ao tentar extinguir um incêndio de carvão, morrendo no dia 4 de dezembro devido a um crânio fraturado, dois dias antes de chegar a Liverpool.

## Naufrágio
Em 23 de janeiro de 1917, o Laurentic partiu de Liverpool a caminho de Halifax, sob o comando do capitão Reginald Norton. Ele transportava cerca de 479 passageiros, a maioria oficias navais, classificações e reservas navais, bem como uma carga secreta de ouro que seria usada na compra de munições de guerra do Canadá e dos Estados Unidos. Em 25 de janeiro, o navio realizou uma parada não programada na base naval de Buncrana, na Irlanda, para permitir o desembarque de quatro passageiros com sintomas de febre amarela. O navio levantou âncora ao redor do pôr do sol, indo em direção a Fanad, onde ele se seria escoltado por um contratorpedeiro. O tempo estava muito frio e uma nevasca afetou a visibilidade, mas o capitão Norton deu a ordem para prosseguir sem a escolta, apesar dos relatos de que um submarino alemão havia sido visto na área antes. Menos de uma hora depois de sair de Buncrana, a embarcação atingiu duas minas colocadas pelo submarino alemão U-80. Uma das minas explodiu perto da sala de máquinas, o que deixou o navio sem energia e fez com que ele adernasse 20 graus; a combinação da escuridão e inclinação dificultou a baixar os botes salva-vidas e impossibilitou que o navio emitisse um pedido de socorro. Sem energia, as bombas principais estavam inoperantes e o navio afundou em uma uma hora.
Aqueles que embarcaram em botes salva-vidas enfrentaram um frio extremo de até −13 °C (9 °F). Os sobreviventes remaram em direção ao Farol de Fanad, enquanto outros foram resgatados por barcos de pesca locais. De manhã, muitos foram encontrados congelados até a morte em seus botes salva-vidas, com as mãos ainda segurando os remos. A contagem oficial lista 475 passageiros a bordo no momento do naufrágio, o que significa que apenas 121 sobreviveram e 354 pereceram no desastre.
Em 1 de fevereiro, o The New York Times informou que a última pessoa a deixar o navio foi o capitão Norton, que sobreviveu. Ele foi citado dizendo: "Pelo que sei, todos os homens entraram em segurança nos botes. O melhor da ordem prevaleceu após a explosão. Os oficiais e homens viveram de acordo com as melhores tradições da marinha...As mortes foram todas devido à exposição, devido à frieza da noite. Meu bote estava quase cheio de água quando fomos pegos por uma traineira na manhã seguinte, mas todos os homens no bote sobreviveram. Em outro bote, continha cinco sobreviventes e quinze corpos congelados. Eles foram expostos ao frio por mais de vinte horas". Os corpos dos mortos foram resgatados por várias semanas.

## Resgate
Além de seus passageiros e tripulantes, o navio transportava 3 211 barras de ouro (cerca de 43 toneladas) em sua sala de bagagens de segunda classe. Na época, o ouro foi avaliado em £ 5 milhões (aproximadamente £ 390 milhões em 2016) e foi destinado a ser pago por munições de guerra. Mergulhadores de resgate da Marinha Real liderados pelo capitão Guybon Chesney Castell Damant fizeram mais de 5 000 mergulhos nos destroços em 1917 e 1919 a 1924, recuperando a maior parte. Em 1934, mais três barras foram recuperadas por uma empresa privada de resgate e mais dois quando a empresa de resgate foi à falência. Novas tentativas nas décadas de 1950 e 1980 não obtiveram êxito. A partir de 2016, 20 barras de ouro ainda não foram contabilizadas. O último ouro recuperado pela Marinha Real foi cerca de 10 metros (33,8 pés) sob o fundo do mar, portanto, o ouro restante pode ser difícil de alcançar.
Os destroços ficam a cerca de 40 metros abaixo da superfície, e seus direitos de resgate são de propriedade privada. É considerado um túmulo de guerra sob o direito internacional.
Em 2007, uma das armas de convés foi recuperada e colocada em exposição permanente no píer de Downings.